# Francesco Villardi
Pour les articles homonymes, voir Villardi.
Vous pouvez aider à l'améliorer ou bien discuter des problèmes sur sa page de discussion.
- Il ne cite pas suffisamment ses sources. Vous pouvez indiquer les passages à sourcer avec {{référence nécessaire}} ou {{Référence souhaitée}}, et inclure les références utiles en les liant aux notes de bas de page. (Marqué depuis avril 2024)
- Certaines informations devraient être mieux reliées aux sources mentionnées dans la bibliographie ou les liens externes. Améliorez sa vérifiabilité en les associant par des références. (Marqué depuis avril 2024)

- Archive Wikiwix
- Bing
- Cairn
- DuckDuckGo
- E. Universalis
- Gallica
- Google
- G. Books
- G. News
- G. Scholar
- Persée
- Qwant
- (zh) Baidu
- (ru) Yandex
- (wd) trouver des œuvres sur Wikidata

Francesco Villardi (né le 27 octobre 1781 à Roncà – mort le 3 décembre 1833 à Padoue) est un poète italien du XIXe siècle.

## Biographie
Francesco Villardi naquit à Roncà, dans le Véronais, le 27 octobre 1781. D’abord destiné à l’état ecclésiastique, il commença ses études dans sa ville natale et il les continua à Vérone. De là il passa au séminaire de Vicence. Il se rendit ensuite à Milan, et quelque temps après il se retira à Locarno, dans le couvent des frères mineurs. Mais le désir de se faire connaître, de prendre part au mouvement intellectuel de l’Italie, le décida à aller prêcher la parole évangélique dans diverses parties de la Péninsule, dans le Piémont, en Toscane, dans les États pontificaux, enfin dans le royaume de Naples. Au retour de cette sorte d’apostolat, il voulut se livrer aux élucubrations poétiques, pour lesquelles il s’était senti un goût qui dominait tout le reste. Mais ses supérieurs s’inquiétèrent de cette passion poétique, qu’ils estimèrent peu d’accord avec les devoirs monastiques, et ils firent entendre à Villardi qu’il devait chercher une autre résidence, et même un autre pays. Le chagrin que lui causa cet ordre, déguisé sous forme d’insinuation, hâta sa fin. Une triple apoplexie le conduisit au tombeau le 3 décembre 1833. 

## Œuvres
- Cantique sur l’anniversaire de la naissance de Dante, Vérone, 1819 ;
- l’Exil de Dante, Milan, 1820 ;
- l’Amour de Dante pour sa patrie, Trévise, 1822 ;
- Œuvres diverses, Padoue, 1832.

Il avait composé aussi des poèmes latins, publiés à Turin sous ce titre : Carmina F. Villardi min. conv., etc., 1825.